# Keplerovo muzeum
Keplerovo muzeum bylo malé muzeum připomínající pobyt Johanna Keplera v Praze a dílo, které v té době vytvořil. Muzeum bylo otevřeno 25. srpna 2009 v domě U Francouzské koruny v Karlově ulici 4 na Starém Městě blízko Karlova mostu. Jde o dům, kde Kepler během svého pražského pobytu žil. Praha byla posledním městem, kde tento významný astronom trávil část svého života, a které nemělo muzeum věnované jeho osobnosti a práci.
Kromě informačních panelů nabízelo muzeum i několik displejů se zajímavými animacemi, např. záznamem reálného růstu sněhové vločky (Kepler byl první, kdo určil, že tvar sněhových vloček je vždy šestiúhelníkový). V muzeu byl také funkční model zubového čerpadla, které Kepler vytvořil pro fontány na zahradě Rudolfa II.
Otevření muzea bylo jedním z vrcholů probíhajícího Mezinárodního roku astronomie.
Zúčastnil se jej mj. kardinál Miloslav Vlk.

## Historie příprav
Původně mělo být muzeum otevřeno 14. května 2009, ale termín byl kvůli nejisté dotaci posunut, nový termín byl stanoven na 25. srpna 2009, kdy bylo muzeum také otevřeno. Současně se také změnila náplň muzea: pro velkou finanční náročnost nutného pojištění nebyly do expozice zakomponovány původně uvažované originální exponáty z Keplerovy doby.

## Přenesení expozice do NTM
Koncem roku 2017 byla po osmi letech činnost Keplerova muzea na Starém Městě ukončena. Provoz, který dosud zajišťovala Agentura ProVás, převzalo Národní technické muzeum v Praze na Letné, kam byla část expozice Keplerova muzea přenesena a pro veřejnost zpřístupněna od jara roku 2019. Zdejší prostory však byly nevyhovující a proto se plánuje přesun muzea do Planetária Praha. Předpokládaný termín podle představ ze začátku roku 2022 byl podzim 2022.

## Reference

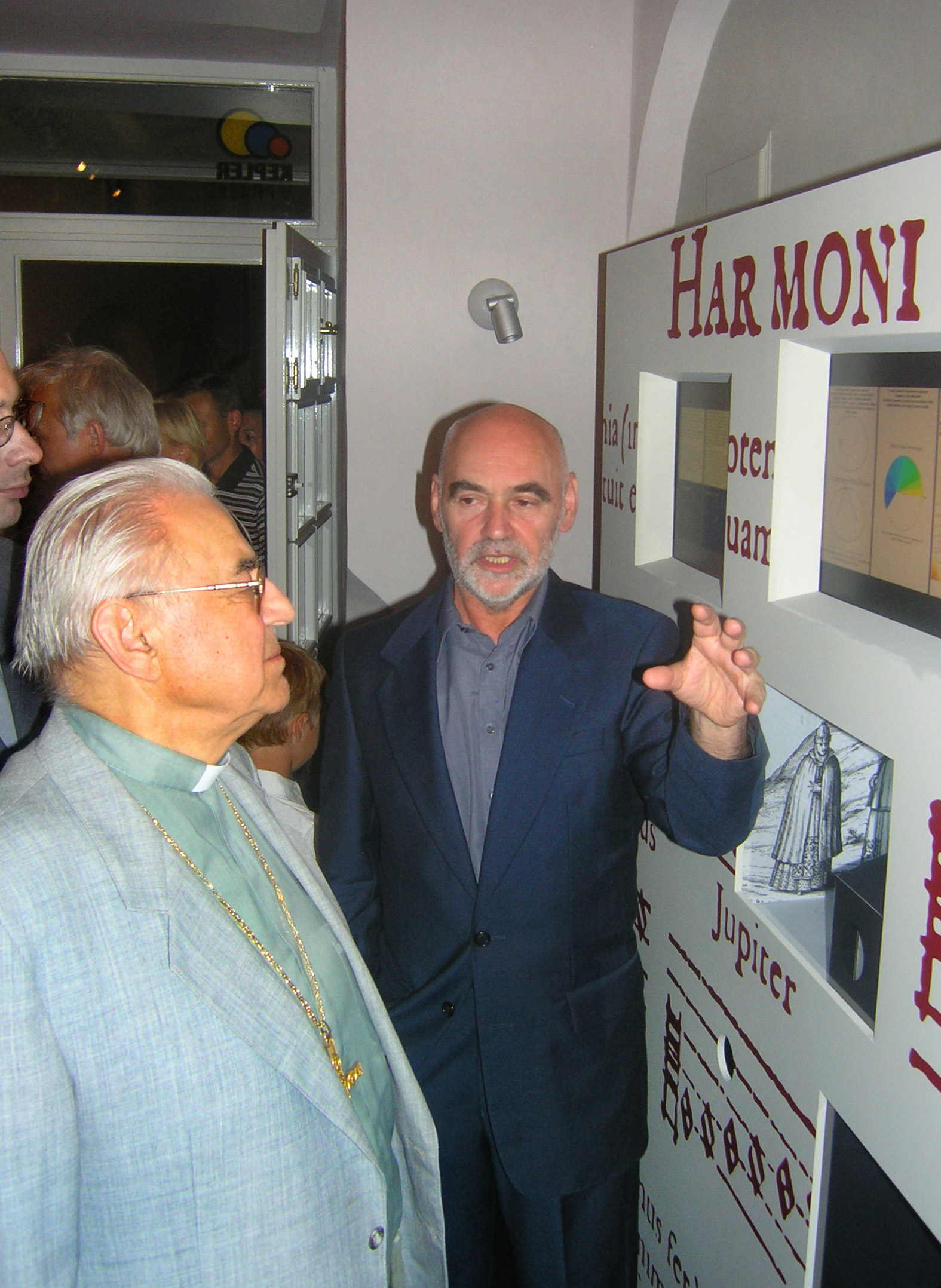
Kardinál Miloslav Vlk (vlevo) a Vojtěch Sedláček při otevření muzea